# Länsväg 336
De Zweedse weg 336 (Zweeds: Länsväg 336) is een provinciale weg in de provincie Jämtlands län in Zweden en is circa 110 kilometer lang. De weg voert grotendeels langs de meren Kallsjön en Tallsjön.

## Plaats langs de weg
- Järpen

## Knooppunten
- E14 bij Järpen (begin)
- Aansluiting op Fylkesvei 72 in Noorwegen